# 跳跳蛙企业公司
跳跳蛙企业公司（通常称为跳跳蛙）是一个教育娱乐和电子公司，总部位于加利福尼亚州的埃默里維爾。 跳跳蛙的设计、开发和市场技术都是基于从婴儿期到学校的学习和教育相关的产品。 该公司是由米迦勒伍德和罗伯特拉里在1994年创立的。 约翰*巴伯是跳跳蛙的首席执行官。

## 历史

### 创始期:1990-1997年
跳跳蛙要追溯到20世纪80年代末，当时跳跳蛙的联合创始人米迦勒伍德， 在库利有限公司当律师, 难于教育孩子如何阅读。 他开始研究自然拼读法和营销的同时，继续作为Cooley的合伙人。 直到1994年，伍德推出了第一个拼音书桌的样品，这是跳跳蛙的第一款产品。 样品采用一个德州仪器的芯片，最先被伍德的客户使用并由此发明了发声贺卡玩具。 伍德收集来自罗伯特卡尔菲关于样品的反馈意见，一个在幼儿阅读发展的专家并且是斯坦福教育学院的教授。
伍德在1995年开始生产拼音书桌。 那一年，伍德辞去了Cooley LLP的合伙人并和罗伯特拉里创办了跳跳蛙公司。 公司从伍德的朋友，家庭和第一个客户筹集到了80万美金的种子资金。玩具反斗城成为了跳跳蛙公司的第一大终端零售商并在1995年圣诞节之前把拼音书桌带到终端市场。 其他终端零售商，如 粮农组织Schwarz，沃尔玛 和 塔吉特后来也开始销售跳跳蛙玩具。

### 通过知识扩张和收购：1998-2002年
跳跳蛙公司从1997年开始在超过10个国家和美国的一些主要客户进行分销业务。 那年三月，公司雇用了布拉德*克劳福德，以前在小泰克从事海外业务和生产工作。 Knowledge Universe于1997年10月成为了跳跳蛙公司的大股东。 Knowledge Universe由兄弟Lowell和 迈克尔*米尔肯, 拉里*埃里森和 汤姆Kalinske创立。 跳跳蛙随后并购了Knowledge Kids事业部。 Kalinske，前美泰执行官，成了并购后公司的首席执行官。
跳跳蛙公司在1998年收购了了Explore Technologies公司。 Explore Technologies生产的奥德赛地球仪，一个交互式的地球仪 ，当用户用特制的手写笔触碰地球仪时，地球仪会发出各个国家的名称。 Explore Technologies的手写笔技术后来被应用于跳跳蛙的LeapPad产品上，一款学习平板玩具，当用户使用手写笔在LeapPad上书写字体时会发出声音。 LeapPad在1999年正式发布并成为跳跳蛙公司的旗舰产品。 LeapPad于2001-2002年在美国成为了最畅销产品。而设备的配件和书籍于2003年在美国也成为最畅销销产品。 跳跳蛙公司于1999年成立了学校事业部，把产品直接卖到学校。

### 公开上市并被伟易达集团收购：2003年—至今

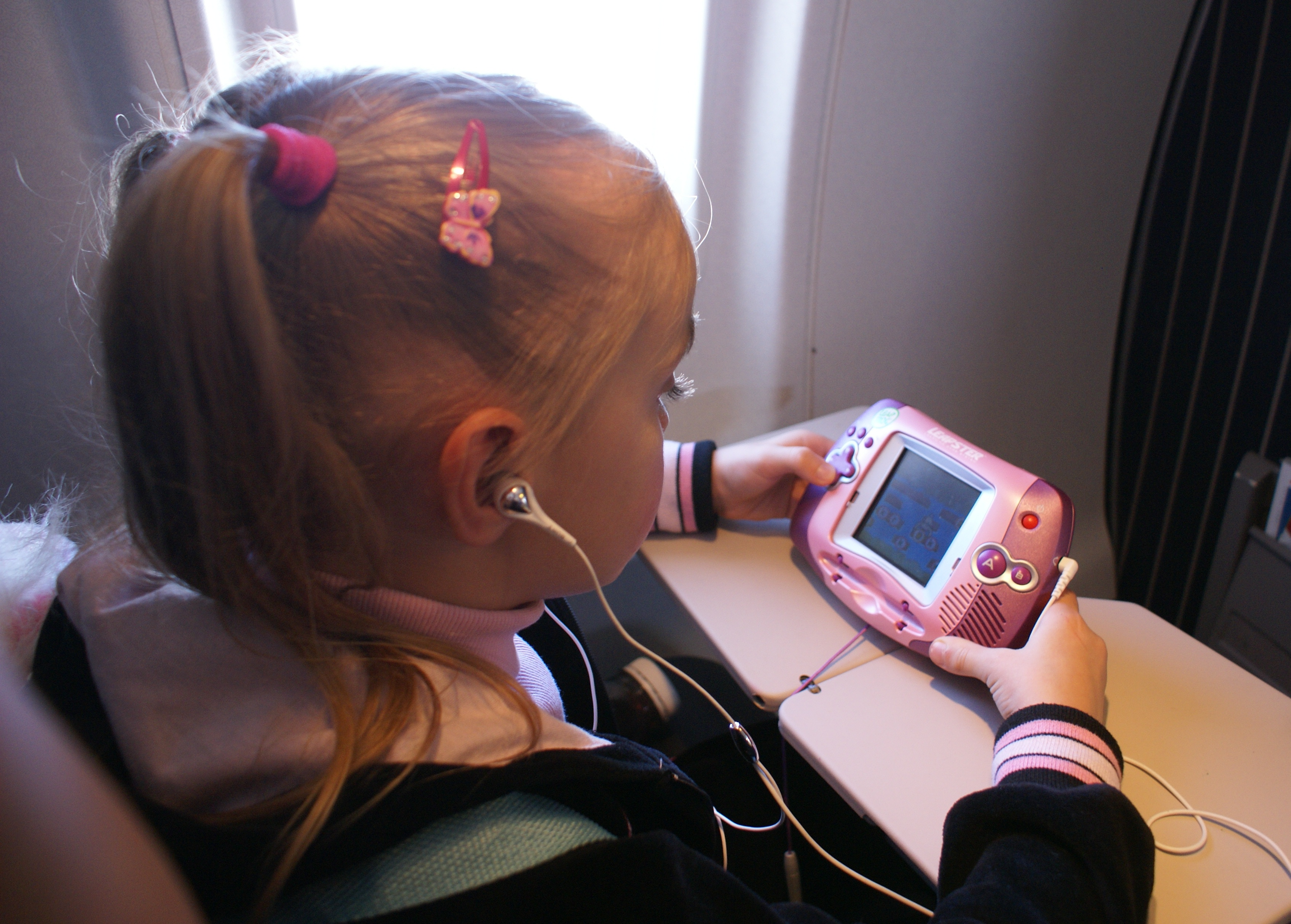
使用Leapster的女孩

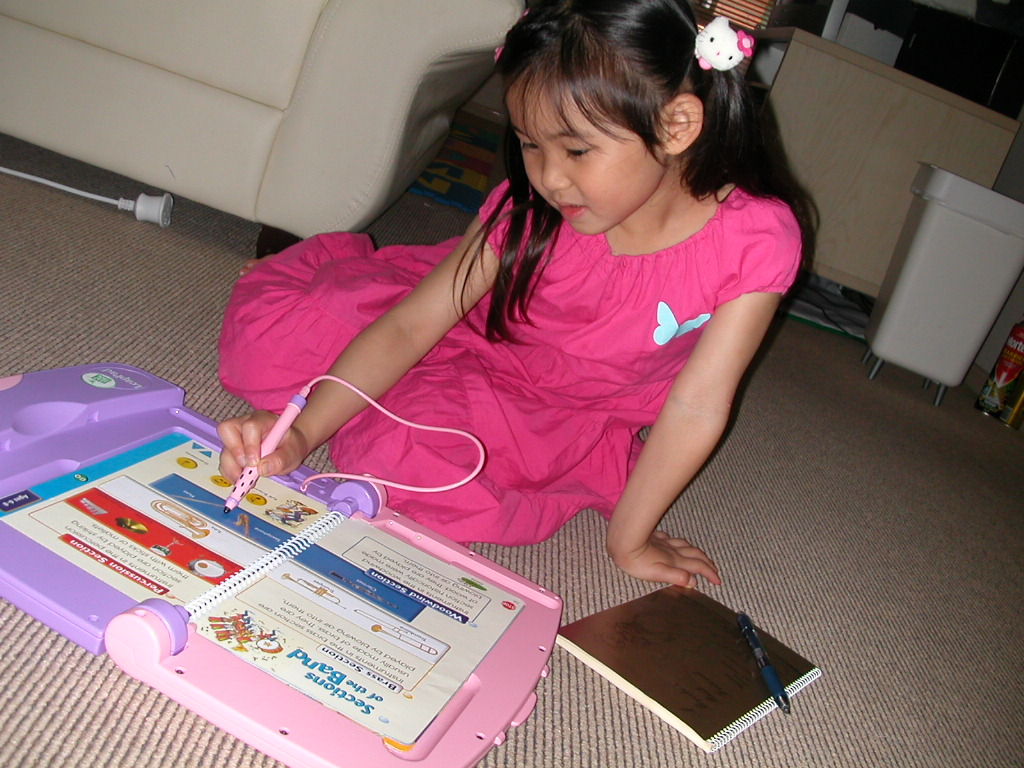
使用LeapPad的女孩

跳跳蛙联合创始人米迦勒伍德在2002年成为公司的首席执行官。 同年七月，跳跳蛙公司在纽约证券交易所公开上市，股票代号为LF。 Knowledge Universe持有大部分控制股权也首次公开发行上市。 世嘉玩具和 倍乐生 于2002年也开始生产跳跳蛙在日本的本地化产品。 截止2003年，跳跳蛙的产品已经销往超过25个国家。 2004年2月，汤姆·卡林斯克接替退休的米迦勒伍德成为新的首席执行官。 卡林斯克在1997年至2002年初曾担任跳跳蛙从Knowledge Universe收购公司的首席执行官。 伍德继续担任首席创意官。 Jeffrey G.卡茨在2006年取代卡林斯克成为首席执行官。 卡茨先前是 Orbitz的创始董事长和首席执行官，一年前曾在跳跳蛙一年之前出任跳跳蛙的首席执行官。 卡林斯克仍是跳跳蛙的副主席。
2008年6月，跳跳蛙公司停产了LeapPad产品并发布了Tag Reading系统。 Tag成为跳跳蛙公司的旗舰产品并继承了10年老产品LeapPad。 公司在2008年6月发布了Leapster2便携式学习系统和Didj手持教育游戏主机。
2010年3月，威廉*"比尔"Chiasson代替杰弗里*卡兹成为跳跳蛙主席和首席执行官。 Chiasson了最近担跃 的首席财务官. 卡茨成为新职董事会执行主席。 跳跳蛙公司在2010年还发布了Leapster探索者手持教育游戏主机。 Leapster探索者继承了Leapster2，目标对准大龄儿童。 此款主机支持在线游戏，学习apps，e-books和视频。 约翰*巴伯于2011年3月被任命为首席执行官。 巴伯此前在美国玩具反斗城和RealNetworks担任总经理。
跳跳蛙公司在2011年发布了LeapPad探索者教育平板电脑。 LeapPad探索者专为4到9岁的孩子设计，配备5英尺可触摸屏幕，相机，麦克风和可下载应用以及盒型游戏。 2012年，跳跳蛙公司发布了升级版Leappad2和LeapsterGS。 LeapPad Ultra平板电脑和LeapReader于2013年发布 。LeapReader是一个电子阅读和书写系统，继承了Tag阅读系统（只是教会阅读技能），书写系统。
2014年公司发布了LeapBand，它的首款儿童可穿戴的活动跟踪器。 同年也发布了LeapPad3和LeapPad Ultra XDi平板装置。 2014年7月，公司宣布发布LeapTV。 2015年8月，公司宣布推出一款基于安卓系统的儿童平板电脑，并于同年9月正式发布。
2016年4月，伟易达集团以7.2亿美金全资收购了跳跳蛙公司。

## 产品

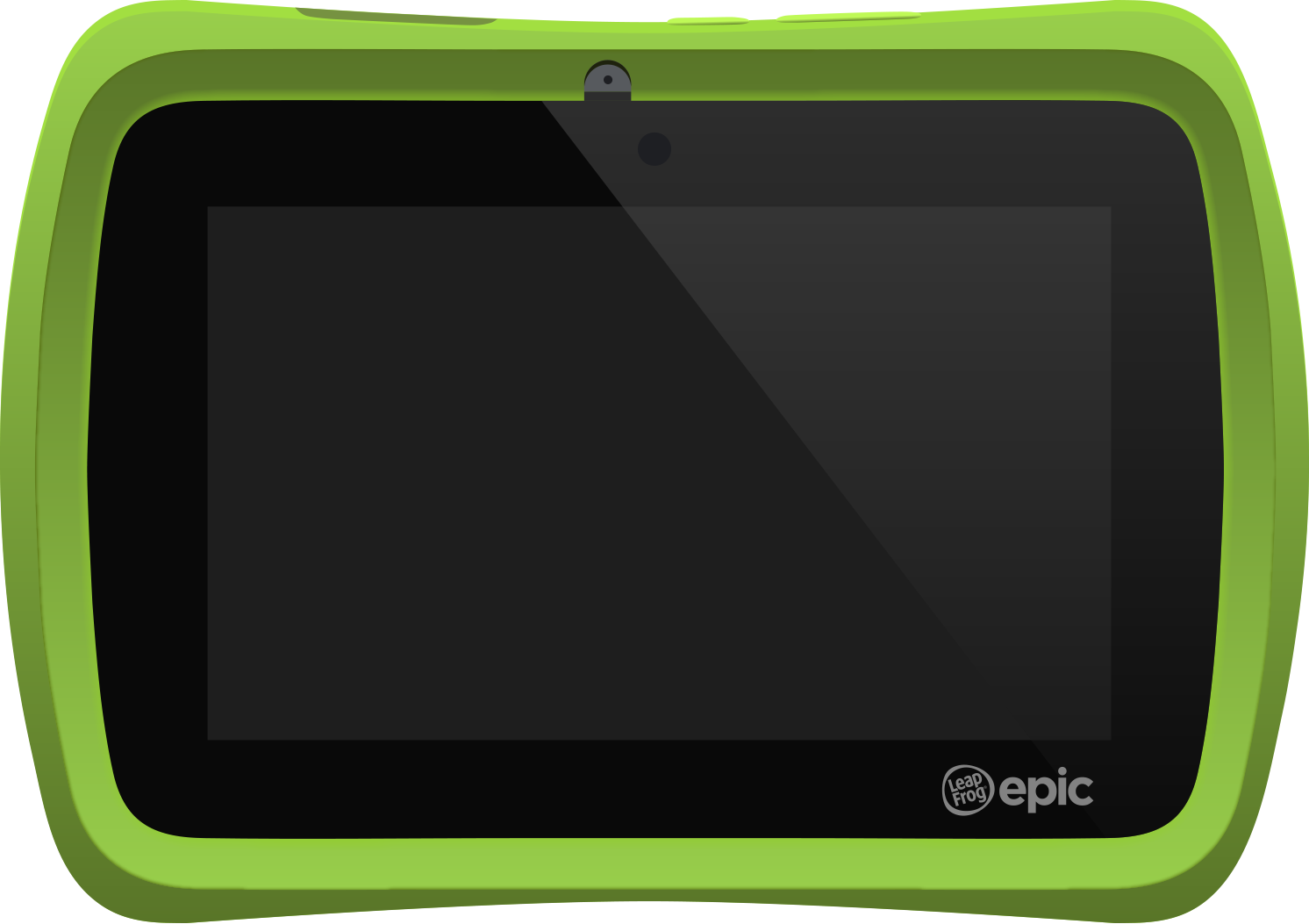
跳跳蛙史诗系列。

跳跳蛙产品业务专注于3个主要的家庭产品：阅读解决方案，教育类游戏和小学产品以及学习玩具。主要的产品包括：
- LeapFrog Epic - 一款专为3-9岁儿童基于安卓系统的平板电脑。 这款平板电脑运行安卓KitKat操作系统，搭载联发科四核MT8127四核处理器，多点触控电容屏，前后摄像头，录像机，内置16GB内存，续航长达6小时. 这款产品于2015年9月上市，建议零售价为139.99美元。最新一代的Epic被称为学术版,于2017年发布， 配有重新设计的硅胶减震器并可访问跳跳蛙学院计划。[31][32]
- LeapTV - 一款可以连接视频游戏主机并可使用体感控制。这台主机一台连接摄像头的电视，可跟踪操控者和游戏者的运动。和许多市面上的视频主机一样，它的游戏可存于盒内或下载. 该主机于2014年7月宣布发布并最终于四个月后9月份上市。LeapTV目标对准3-8岁儿童。[33][34]
- LeapBand - 一款专为4-7岁儿童的运动跟踪器。[35] LeapBand是一款可以发出例如像蠕虫一样摆动或者像爆米花一样的流行曲的指令." 孩子通过在移动模式移动并使用秒表完成挑战和通关内置游戏来获得焦耳能量石。 一旦攒足焦耳能量石，他们可以获得奖励，如新款玩具以及宠物喜欢的食物，以及获得新宠物和为宠物升级。LeapReader - 一款特制的手写笔，能大声朗诵书籍并教会基础的写作技能.这款装置类似于跳跳蛙的Tag阅读系统, 尽管Tag系统和LeapReader一样不能教会写作技能.[36] LeapReader于20137月发布。
- LeapPad Explorer/LeapPad2/Ultra/LeapPad3/Ultra XDi Tablets - LeapPad的第二条专业的学习平板电脑产品线，专为4-9岁儿童。[37] 当孩子们打开LeapPad，他们选择自己的等级后LeapPad会自动调整相应等级的游戏和应用程序。 Leapster Explorer 的游戏卡和应用现有的图书馆是交叉兼容LeapPad. LeapPad Explorer于2011年8月发布。[38] LeapPad2于2012年8月发布。LeapPad3和LeapPad Ultra XDi于2014年发布。
- Leapster/Leapster2/Leapster Explorer/Leapster GS - 专为4-10岁儿童的便携式学习系统，配有强大的游戏卡和可下载学习应用软件，包括电子书，视频，游戏以及卡片. 第一代Leapster于2003年发布。[39] Leapster2于2008年发布.Leapster探索者于2010年发布。 公司随后又发布了Leapster 2和Leapster Explorer.Leapster GS于2012年8月发布。
- Tag Reading System - 一种特制的手写笔，笔尖上带有红外摄像头，可以读取书页上特殊点图案的字母，单词和符号。 这个系统专为帮助4-8岁儿童阅读而设计。 公司于2009年推出一个专为1-4岁设计的系统Tag Junior。[40]
- My Pal Scout -一款可定制的毛绒玩具，可用各种曲目和主人的名字以及喜好进行编程。[41] 此外，跳跳蛙生产了其他各式玩具，包括玩具车，互动毛绒玩具和专为婴幼儿市场的玩具. 跳跳蛙此后推出了Read with Me Scout, 一款能从产品线上大声阅读书籍的玩具。[42][43]
- 第一代LeapPad – 一系列停产的教育装置. 这个系列的产品在设计上大不相同，但是都支持在设备上插盒和书籍。当孩子使用一个特制的手写笔触摸书中的图画、单词和形状时，插盒就被激活了。[44] 设备会发出触摸的单词，命名形状，或者传递关于图片的信息。[45] 从1999年直至2007年末（2008年初在美国境外），LeapPad是跳跳蛙的旗舰产品。 它被Tag阅读系统取代为跳跳蛙的旗舰产品。
- 泰特减法表 - 一款于2013年发布已经停产的减法表.可用干擦标记。

## 智能手机应用程序
跳蛙还开发用于手机的教育应用程序。 这些应用程序包括：
- '搜索ABC花园的应用程序-iOS应用程序，是在2011年4月发布。[46] 此应用程序鼓励儿童一步一步地探索字母的名字和声音，并且每个孩子的经历可以根据他或她的姓名、最喜爱的食品，最喜欢的颜色和最喜欢的动物。
- 创造力的摄像机-此iOS应用程序允许儿童拍摄和编辑照片。[47] 应用程序还包含 增强现实 的游戏，用户可以对虚构的仙女进行拍照。 创造力的摄像机配备一个儿童友好的，形状像摄像机的手机壳。[48] 这款应用程序和手机壳于2013年发布。
- 铅笔先生：学习写作 -此iOS应用程序和一个手写笔配件来教导用户基本的写作技巧。 它需要iOS5.0或以上的版本。[49][50] 此款应用程序于2013年发布。

## 授权和合作伙伴关系
除了生产自己的玩具，跳跳蛙公司也授权他们的形象(跳跳蛙学习朋友)给第三方：
- 童梦园玩具公司生产骑行玩具，三轮车和滑板车
- Masterpieces Puzzles公司生产拼图游戏
- Learning Horizons公司生产图书和各种文具

跳跳蛙公司也和不同的公司有合作关系:
- 世嘉玩具和倍乐生生产在日本市场的本地化版本玩具。
- Macromedia联合开发Leapster掌上游戏机。[51]
- 自2009年狮门影业家庭娱乐发布了跳跳蛙学习DVD系列教育类DVD,开始有了让我们去学校吧系列。[52]从2003年到2005年在VHS(2003 - 2005和2003 - 2005 DVD)华纳家庭视频发布跨越式学习VHS和DVD。在2008年之前PorchLight娱乐产生所有跳跳蛙学习DVD。

## 跳跳蛙学习朋友
跳跳蛙已经开发了各种各样的形象用于房子，并最终把人物形象授权给第三方公司生产产品。 这些人物形象被统称为跳跳蛙学习朋友。 跳跳蛙不断开发新的人物形象，并且在产品和内容上扩展人物定位。 人物形象包括飞跃，莉莉，泰特，德拉，丹，点，凯西，帕克，蒂姆，青蛙先生，青蛙夫人，Websley先生，奎格利教授，爱迪生还有更多。 留意到LeapPad系列，爱迪生是紫色的。在圣诞的欢呼声中，爱迪生是黄色的。大多数的人物形象是自2008年起停止生产了，但是跳跳蛙Tag学习系统还是继续生产，跳跳蛙电子书，跳跳蛙探索者，还有重新发布了DVD。目前的人物形象有跳跃，泰德，莉莉，蟾蜍表妹(又名CT)，雯达，Burfder，还有字母工厂冒险系列的奎格利。 此外，爱迪生是蓝色的并且仍然在这里就让我们去学校直到数字合金. 侦察小狗最先出现在了神奇字母游乐园. 注意到这一飞跃之后，莉莉和泰德出现在让我们去学校，直到数字嗨.
此外，蛙跳还介绍了侦察和朋友的动画DVD以及侦察小狗和他的朋友紫色的小狗，Penny的仓鼠和伊莱的猫，沿着他们有感情的车轴。 童子军系列目前已有4个情节，他们经常号召其他角色帮助朋友们了解各种概念。

## 动画DVD
2003年，跳跳蛙销售的动画DVD光盘，字母工厂和语音说话工厂，其目的是鼓励儿童学习阅读。 最近，他们已经扩大系列，现在已经有16种不同的主题。 类似在PBS上的 巴尼和朋友，  Fraggle摇滚， Kidsongs, 芝麻街 和 天线宝宝 在PBS，跳跳蛙是一个为2-10岁年龄组的儿童设计的早期教育计划。通过 米高梅家庭娱乐的分销，星 杰西卡斯特劳斯如同Taddy"泰德"，一 只青蛙， 多萝西*埃利亚斯-Fahn 和莉莉，另一只青蛙是Tad的姐姐和 罗伯特*克莱因如同爱迪生，是一只萤火虫.

### 电影
- 字母工厂 (2003年)
- 说话工厂 (2003年)
- 数学马戏团 (2004年)
- 说话工厂2：代码字跳跃 (2004年)
- 学会读故事书工厂厂 (2005年)
- 一点点圣诞节的欢呼 (2007年)
- 让我们去学校 (2009年)
- 月亮上的数字冒险 (2010年)
- 惊人的字母游乐园 (2011年)
- 数字合金 (2011年)
- 我们一起唱歌学习！  (2011年)
- 警察和朋友们：拼音农场 (2012年)
- 警察和朋友们：数量的土地 (2013年)
- 警察和朋友们：冒险在Shapeville公园 (2013年)
- 警察和朋友们：宏伟的博物馆的相反词 (2013年)
- 字母工厂历险记：字母机救援队 (2014年)
- 字母工厂历险记：数柠檬水 (2014年)
- 字母工厂历险记：惊人的词语探险家 (2015年)
- 字母工厂历险记：伟大的形状之谜(2015年)
- Mr. Frog & Mrs. Frog’s Journey Adventures 2018
- Mr. Frog & Mrs. Frog’s Big Day Out 2018

## 奖项
跳跳蛙被授予2011年年度玩具大奖，《老师》杂志2011年最佳教师的选择奖，父母最佳玩具奖，纳帕金奖，2010年Time to Play奖，金苹果奖，入选玩具业内人士2010年度20款最热玩具榜单。